# Eccellenza Umbria 2015-2016
Il campionato italiano di calcio di Eccellenza regionale 2015-2016 è il venticinquesimo organizzato in Italia. Rappresenta il quinto livello del calcio italiano ed il maggiore in ambito regionale.
Questo è il girone unico organizzato dal Comitato Regionale dell'Umbria.

## Stagione

### Aggiornamenti
Cambio di denominazione:
- da Vis Torgiano a Torgiano.

## Squadre partecipanti
| Club             | Città                                   | Stadio                             | Stagione 2014-2015                              |
| ---------------- | --------------------------------------- | ---------------------------------- | ----------------------------------------------- |
| Angelana         | Santa Maria degli Angeli di Assisi (PG) | Stadio Giuseppe Migaghelli         | 9° in Eccellenza Umbria                         |
| Bastia           | Bastia Umbra (PG)                       | Stadio Comunale                    | 18° in Serie D/E, retrocesso                    |
| Cannara          | Cannara (PG)                            | Stadio Alberto Spoletini           | 12° in Eccellenza Umbria, salvo dopo i play out |
| Castel del Piano | Castel del Piano di Perugia             | Stadio Liborio Menicucci           | 10° in Eccellenza Umbria                        |
| Massa Martana    | Massa Martana (PG)                      | Stadio Comunale                    | 11° in Eccellenza Umbria                        |
| Narnese          | Narni (TR)                              | Stadio San Girolamo                | 6° in Eccellenza Umbria                         |
| Petrignano       | Petrignano di Assisi (PG)               | Stadio Francesco Cicogna           | 1° in Promozione Umbria/B, promosso             |
| Pontevecchio     | Ponte San Giovanni di Perugia           | Stadio degli Ornari                | 4° in Eccellenza Umbria                         |
| San Sisto        | San Sisto di Perugia                    | Stadio Comunale                    | 7° in Eccellenza Umbria                         |
| Subasio          | Rivotorto di Assisi (PG)                | Stadio Giancarlo Felici            | 5° in Eccellenza Umbria                         |
| Todi             | Todi (PG)                               | Stadio Franco Martelli             | 2° in Eccellenza Umbria                         |
| Torgiano         | Torgiano (PG)                           | Stadio Fausto Braca                | 3° in Eccellenza Umbria                         |
| Trasimeno        | Castiglione del Lago (PG)               | Stadio Roberto Giommoni            | 1° in Promozione Umbria/A, promossa             |
| Trestina         | Trestina di Città di Castello (PG)      | Stadio Lorenzo Casini              | 17° in Serie D/E, retrocesso                    |
| Ventinella       | Soccorso di Magione (PG)                | Stadio Lamberto Ragni              | 8° in Eccellenza Umbria                         |
| Villabiagio      | Villanova di Marsciano (PG)             | Stadio Parrocchiale "Santa Monica" | 16° in Serie D/E, retrocesso                    |

## Classifica
|  | Pos. | Squadra          | Pt | G  | V  | N  | P  | GF | GS | DR  |
|  | ---- | ---------------- | -- | -- | -- | -- | -- | -- | -- | --- |
|  | 1.   | Trestina         | 67 | 30 | 20 | 7  | 3  | 53 | 19 | +34 |
|  | 2.   | Subasio          | 63 | 30 | 19 | 6  | 5  | 51 | 20 | +31 |
|  | 3.   | Villabiagio      | 59 | 30 | 16 | 11 | 3  | 49 | 23 | +26 |
|  | 4.   | Angelana         | 44 | 30 | 12 | 8  | 10 | 32 | 26 | +6  |
|  | 5.   | Petrignano       | 44 | 30 | 12 | 8  | 10 | 46 | 49 | -3  |
|  | 6.   | Ventinella       | 42 | 30 | 10 | 12 | 8  | 34 | 29 | +5  |
|  | 7.   | Castel del Piano | 39 | 30 | 10 | 9  | 11 | 29 | 35 | -6  |
|  | 8.   | San Sisto        | 37 | 30 | 8  | 13 | 9  | 22 | 26 | -4  |
|  | 9.   | Torgiano         | 36 | 30 | 8  | 12 | 10 | 30 | 33 | -3  |
|  | 10.  | Massa Martana    | 35 | 30 | 10 | 5  | 15 | 27 | 40 | -13 |
|  | 11.  | Narnese          | 34 | 30 | 7  | 13 | 10 | 33 | 35 | -2  |
|  | 12.  | Pontevecchio     | 34 | 30 | 8  | 10 | 12 | 28 | 38 | -10 |
|  | 13.  | Bastia           | 34 | 30 | 8  | 10 | 12 | 31 | 39 | -8  |
|  | 14.  | Todi             | 31 | 30 | 7  | 10 | 13 | 30 | 38 | -8  |
|  | 15.  | Cannara          | 28 | 30 | 6  | 10 | 14 | 26 | 37 | -11 |
|  | 16.  | Trasimeno        | 18 | 30 | 4  | 6  | 20 | 21 | 54 | -33 |

Legenda:

      Promossa in Serie D 2016-2017.
      Ammessa ai play-off nazionali.
 Ammesse ai play-off o ai play-out.
      Retrocessa in Promozione Umbria 2016-2017.
Regolamento:

Tre punti a vittoria, uno a pareggio, zero a sconfitta.
In caso di pari merito per assegnare il 1º posto (promozione diretta) ed il 16º posto (retrocessione diretta) viene disputata una gara di spareggio in campo neutro.
In caso di arrivo di due o più squadre a pari punti, la graduatoria verrà stilata secondo la classifica avulsa tra le squadre interessate, che prevede in ordine i seguenti criteri: 
- Punti negli scontri diretti
- Differenza reti negli scontri diretti
- Differenza reti generale
- Reti realizzate in generale
- Sorteggio

Nei play off e nei play out vige il criterio dei 9 punti di distacco, soglia al di sopra della quale, la sfida non viene disputata e la squadra meglio classificata, a seconda dei casi, o accede alla fase successiva oppure ottiene la salvezza.
Note:

Narnese, Pontevecchio e Bastia terminarono il campionato a pari punti. Per determinare chi avrebbe partecipato ai play out, si fece ricorso alla classifica avulsa, che premiò la Narnese con la salvezza diretta, mentre le altre due squadre furono costrette a disputare la post-season.

## Risultati

### Tabellone
Ogni riga indica i risultati casalinghi della squadra segnata a inizio della riga, contro le squadre segnate colonna per colonna (che invece avranno giocato l'incontro in trasferta). Al contrario, leggendo la colonna di una squadra si avranno i risultati ottenuti dalla stessa in trasferta, contro le squadre segnate in ogni riga, che invece avranno giocato l'incontro in casa.
|                  | Ang  | Bas  | Can  | Cas  | Mas  | Nar  | Pet  | Pon  | San  | Spo  | Sub  | Tod  | Tor  | Tra  | Ven  | Vil  |
| ---------------- | ---- | ---- | ---- | ---- | ---- | ---- | ---- | ---- | ---- | ---- | ---- | ---- | ---- | ---- | ---- | ---- |
| Angelana         | –––– | 0-1  | 1-0  | 0-0  | 1-0  | 1-1  | 1-2  | 0-0  | 1-0  | 0-1  | 2-0  | 4-0  | 0-2  | 2-1  | 0-3  | 0-1  |
| Bastia           | 1-3  | –––– | 3-1  | 3-1  | 3-0  | 0-1  | 1-3  | 2-3  | 1-0  | 0-3  | 1-5  | 1-0  | 0-0  | 1-1  | 0-1  | 1-1  |
| Cannara          | 0-0  | 1-0  | –––– | 1-3  | 1-2  | 0-0  | 1-2  | 4-1  | 0-0  | 1-3  | 1-2  | 2-1  | 0-0  | 2-0  | 0-0  | 1-0  |
| Castel del Piano | 0-0  | 1-1  | 1-0  | –––– | 1-2  | 2-1  | 1-0  | 2-3  | 0-0  | 2-1  | 0-3  | 1-2  | 1-1  | 2-0  | 1-1  | 0-1  |
| Massa Martana    | 0-0  | 2-1  | 3-1  | 0-1  | –––– | 1-1  | 3-1  | 0-0  | 0-0  | 0-0  | 0-2  | 0-3  | 2-0  | 2-0  | 1-0  | 0-1  |
| Narnese          | 2-0  | 1-1  | 2-1  | 1-1  | 2-0  | –––– | 2-3  | 2-0  | 0-0  | 0-1  | 0-3  | 2-2  | 2-2  | 3-0  | 1-1  | 1-1  |
| Petrignano       | 1-4  | 2-1  | 3-1  | 1-0  | 2-1  | 3-0  | –––– | 3-3  | 1-1  | 1-2  | 2-1  | 1-2  | 1-1  | 3-3  | 1-1  | 0-2  |
| Pontevecchio     | 1-2  | 0-0  | 0-1  | 0-1  | 0-0  | 3-2  | 2-1  | –––– | 1-1  | 1-0  | 1-4  | 0-0  | 0-2  | 0-1  | 0-0  | 2-2  |
| San Sisto        | 0-0  | 2-2  | 0-0  | 2-1  | 1-0  | 0-0  | 0-0  | 1-1  | –––– | 2-0  | 0-1  | 4-1  | 1-1  | 1-0  | 0-2  | 1-1  |
| S.C. Trestina    | 2-2  | 3-1  | 3-0  | 1-1  | 3-1  | 0-0  | 2-0  | 1-0  | 2-0  | –––– | 0-0  | 2-0  | 2-0  | 4-0  | 2-0  | 1-0  |
| Subasio          | 1-0  | 0-0  | 2-2  | 1-0  | 2-1  | 1-0  | 1-0  | 0-1  | 2-0  | 2-3  | –––– | 1-0  | 1-0  | 1-2  | 2-2  | 0-0  |
| Todi             | 1-1  | 1-1  | 2-2  | 0-1  | 5-1  | 2-1  | 0-1  | 1-2  | 0-1  | 1-1  | 0-2  | –––– | 0-0  | 2-1  | 0-0  | 1-2  |
| Torgiano         | 2-0  | 1-2  | 0-0  | 2-0  | 2-0  | 1-2  | 2-2  | 0-0  | 1-0  | 0-3  | 0-2  | 0-0  | –––– | 2-1  | 3-3  | 1-3  |
| Trasimeno        | 0-3  | 1-2  | 2-1  | 1-2  | 1-2  | 1-1  | 1-1  | 2-0  | 0-1  | 0-2  | 0-3  | 0-0  | 1-1  | –––– | 0-2  | 0-2  |
| Ventinella       | 2-1  | 0-0  | 1-0  | 1-1  | 1-2  | 2-1  | 1-3  | 1-0  | 2-3  | 2-3  | 0-1  | 1-0  | 1-2  | 2-0  | –––– | 0-0  |
| Villabiagio      | 1-2  | 1-0  | 1-1  | 5-1  | 2-1  | 2-1  | 4-1  | 2-1  | 4-0  | 1-1  | 1-1  | 1-1  | 1-0  | 4-1  | 1-1  | –––– |

## Spareggi

### Play-off
Le semifinali non sono state disputate in quanto la seconda e la terza classificata hanno distanziato di oltre 9 punti, rispettivamente la quarta e la quinta classificata.

#### Finale
|         | Risultati |             | Luogo e data                       |
| ------- | --------- | ----------- | ---------------------------------- |
| Subasio | 1-1 (dts) | Villabiagio | Rivotorto di Assisi, 1 maggio 2016 |
|         |           |             |                                    |

### Play-out

#### Tabellone
|  | Semifinali | Semifinali   | Semifinali |         |    | Finale | Finale | Finale |  |
|  |            |              |            |         |    |        |        |        |  |
|  | 12         | Pontevecchio | 1          |         |    |        |        |        |  |
|  | 12         | Pontevecchio | 1          |         |    |        |        |        |  |
|  | 15         | Cannara      | 2          |         |    |        |        |        |  |
|  | 15         | Cannara      | 2          |         | 13 | Bastia | 1      |        |  |
|  |            |              |            |         | 13 | Bastia | 1      |        |  |
|  |            |              | 15         | Cannara | 0  |        |        |        |  |
|  | 13         | Bastia (dts) | 15         | Cannara | 0  | 2      |        |        |  |
|  | 13         | Bastia (dts) |            |         |    |        |        |        |  |
|  | 14         | Todi         | 2          |         |    |        |        |        |  |

#### Semifinali
|              | Risultati |         | Luogo e data                      |
| ------------ | --------- | ------- | --------------------------------- |
| Pontevecchio | 1-2       | Cannara | Ponte San Giovanni, 1 maggio 2016 |
| Bastia       | 2-2 (dts) | Todi    | Bastia Umbra, 1 maggio 2016       |
|              |           |         |                                   |

#### Finale
|        | Risultati |         | Luogo e data                |
| ------ | --------- | ------- | --------------------------- |
| Bastia | 1-0       | Cannara | Bastia Umbra, 8 maggio 2016 |
|        |           |         |                             |